# NBA Live 13
NBA Live 13 var den avbrutna basketspel i NBA Live-serien, utvecklad och publicerad av Electronic Arts (EA). Spelet skulle vara en omstart av serien och skulle avvika från tidigare inlägg, med fokus på en "helt ny upplevelse som fångar på framtiden för basket". NBA Live 13 skulle släppas till Xbox 360 och PlayStation 3. Det fanns rapporter om att spelet kunde ha släppts digitalt.  Men den 27 september 2012 bekräftade EA på deras webbplats att spelets lansering har blivit avbruten på grund av spelets "nedslående" utveckling. EA vice president Andrew Wilson sa att bolaget skulle fokusera på kvaliteten på nästa års titel.